# Emmy Noether
Amalie Emmy Noether (n. 23 martie 1882, Erlangen, Imperiul German – d. 14 aprilie 1935, Bryn Mawr⁠(d), Comitatul Montgomery, Pennsylvania, Pennsylvania, SUA) a fost o matematiciană germană, cunoscută pentru contribuțiile sale în domeniul algebrei abstacte. A descoperit Teorema lui Noether, care este fundamentală fizicii matematice. Fiind unul dintre cei mai importanți matematicieni ai generației sale, Noether a făcut descoperiri de natură teoretică în domeniul inelelor, corpurilor și algebrei peste un corp. A fost considerată de Albert Einstein și de David Hilbert ca fiind una dintre cele mai importante femei din istoria matematicii.